# Sericia diops
Sericia diops là một loài bướm đêm trong họ Erebidae.